# Доситей Новакович
Доситей Новакович (на сръбски: Доситеј Новаковић или Dositej Novaković) е православен духовник, пръв епископ на Тимошката епархия от 1834 до 1854 година.

## Биография
Доситей Новакович е роден в прилепското село Дабница около 1774 година. Като млад отива в манастира Трескавец, а после в Зографския манастир в Света гора, където става монах и е ръкоположен за йеродякон, а по-късно за йеромонах. От Света гора заминава за Пирот като таксидиот, а по-късно за Ниш, където тогавашния нишки епископ Мелетий Нишки го прави свой протосингел.
След мъченическата смърт на епископ Мелетий на 31 май 1821 година, протосингел Доситей бяга в Сърбия, където княз Милош Обренович го приема и го поставя за игумен на манастира „Света Петка“, а по-късно на манастира Горняк. Получава офикията архимандрит.
След присъединяването на Тимошко към Сърбия на 20 януари 1834 година княз Милош препоръчва на митрополит Петър да избере един от сръбските архимандрити за тимошки епископ. Посвещаването на Доситей Новакович за епископ става на 2 февруари 1834 година на „Сретение Господне“ от митрополит Петър Белградски, епископ Никифор Ужички и епископ Герасим Шабачки.
Доситей Новакович слага ред в църковната организация на епархията, но среща упорита съпротива сред населението. В 1842 година Доситей напуска Зайчар като своя резиденция и се мести в Неготин. Умира на Лазарева събота, 2 април 1854 година в Неготин. Погребан е в криптата на старата неготинска църква.
При еден инцидент през 1851 година един богат циганин от Неготин, се опитва да ожени сина си за бедно сръбско момиче, като това е позволено и от законите и от църковните канони, но е силно необичайно. Политически опоненти на правителството подкокоросват местното население към съпротива. Епископ Доситей се опита да ги вразуми с няколко публични речи. Отправя и писмени молби до държавните служители и до белградския митрополит да заявят публично, че планираната сватба е законна. Той многократно изтъква, че всички православни християни са „равни пред закона и в очите на Бога“, но след седмици на планиране, включително обявяването на предстоящия брак в епископската църква от епископа, в деня на планираната сватба разбунтувана тълпа нахлува в епископския дворец и държи Доситей като заложник няколко часа, така че той не успява да отиде на сватбата. Същото става и протопрезвитера (енорийския свещеник) и сватбата е отменена.
Библиотеката в Неготин носи името „Доситей Новакович“.